# WTA Praga Open
Praga Open (denumit în prezent Livesport Prague Open din motive de sponsorizare) este un turneu profesionist de tenis feminin desfășurat la Praga, Republica Cehă. A început în 2010, inițial ca un eveniment din Circuitul ITF de 50.000 USD actualizat la 100.000 USD. Ulterior, din 2015 a devenit un turneu internațional WTA, iar premiile în bani au crescut la 250.000 de dolari. Din sezonul 2021 pe circuitul WTA Tour, se clasează în categoria WTA 250.
Turneul s-a jucat pe terenuri cu zgură, în aer liber, la Clubul de Tenis Sparta Praga. Începând cu ediția din 2021 se joacă pe terenuri cu suprafață dură în aer liber.

## Rezultate

### Simplu
| An                    | Campioană            | Finalistă                 | Scor               |
| --------------------- | -------------------- | ------------------------- | ------------------ |
| ↓ Circuit ITF ↓       |                      |                           |                    |
| 2010                  | Lucie Hradecká       | Ajla Tomljanović          | 6–1, 7–6(7–4)      |
| 2011                  | Magdaléna Rybáriková | Petra Kvitová             | 6–3, 6–4           |
| 2012                  | Lucie Šafářová       | Klára Zakopalová          | 6–3, 7–5           |
| 2013                  | Lucie Šafářová (2)   | Alexandra Cadanțu         | 3–6, 6–1, 6–1      |
| 2014                  | Heather Watson       | Anna Karolína Schmiedlová | 7–6(7–5), 6–0      |
| ↓ WTA International ↓ |                      |                           |                    |
| 2015                  | Karolína Plíšková    | Lucie Hradecká            | 4–6, 7–5, 6–3      |
| 2016                  | Lucie Šafářová (3)   | Samantha Stosur           | 3–6, 6–1, 6–4      |
| 2017                  | Mona Barthel         | Kristýna Plíšková         | 2–6, 7–5, 6–2      |
| 2018                  | Petra Kvitová        | Mihaela Buzărnescu        | 4–6, 6–2, 6–3      |
| 2019                  | Jil Teichmann        | Karolína Muchová          | 7–6(7–5), 3–6, 6–4 |
| 2020                  | Simona Halep         | Elise Mertens             | 6–2, 7–5           |
| 2021                  | Barbora Krejčíková   | Tereza Martincová         | 6–2, 6–0           |
| 2022                  | Marie Bouzková       | Anastasia Potapova        | 6–0, 6–3           |
| 2023                  | Nao Hibino           | Linda Nosková             | 6–4, 6–1           |
| 2024                  | Magda Linette        | Magdalena Fręch           | 6–2, 6–1           |
| 2025                  | Marie Bouzková (2)   | Linda Nosková             | 2–6, 6–1, 6–3      |

### Dublu
| An                    | Campioane                                  | Finaliste                             | Scor                  |
| --------------------- | ------------------------------------------ | ------------------------------------- | --------------------- |
| ↓ Circuit ITF ↓       |                                            |                                       |                       |
| 2010                  | Ksenia Lykina Maša Zec Peškirič            | Petra Cetkovská Eva Hrdinová          | 6–3, 6–4              |
| 2011                  | Petra Cetkovská Michaëlla Krajicek         | Lindsay Lee-Waters Megan Moulton-Levy | 6–2, 6–1              |
| 2012                  | Alizé Cornet Virginie Razzano              | Akgul Amanmuradova Casey Dellacqua    | 6–2, 6–3              |
| 2013                  | Renata Voráčová Barbora Záhlavová-Strýcová | Irina Falconi Eva Hrdinová            | 6–4, 6–0              |
| 2014                  | Lucie Hradecká Michaëlla Krajicek (2)      | Andrea Hlaváčková Lucie Šafářová      | 6–3, 6–2              |
| ↓ WTA International ↓ |                                            |                                       |                       |
| 2015                  | Belinda Bencic Kateřina Siniaková          | Kateryna Bondarenko Eva Hrdinová      | 6–2, 6–2              |
| 2016                  | Margarita Gasparyan Andrea Hlaváčková      | María Irigoyen Paula Kania            | 6–4, 6–2              |
| 2017                  | Anna-Lena Grönefeld Květa Peschke          | Lucie Hradecká Kateřina Siniaková     | 6–4, 7–6(7–3)         |
| 2018                  | Nicole Melichar Květa Peschke (2)          | Mihaela Buzărnescu Lidziya Marozava   | 6–4, 6–2              |
| 2019                  | Anna Kalinskaya Viktória Kužmová           | Nicole Melichar Květa Peschke         | 4–6, 7–5, [10–7]      |
| 2020                  | Lucie Hradecká (2) Kristýna Plíšková       | Monica Niculescu Raluca Olaru         | 6–2, 6–2              |
| 2021                  | Marie Bouzková Lucie Hradecká (3)          | Viktória Kužmová Nina Stojanović      | 7–6(7–3), 6–4         |
| 2022                  | Anastasia Potapova Yana Sizikova           | Angelina Gabueva Anastasia Zakharova  | 6–3, 6–4              |
| 2023                  | Nao Hibino Oksana Kalashnikova             | Quinn Gleason Elixane Lechemia        | 6–7(7–9), 7–5, [10–3] |
| 2024                  | Barbora Krejčíková Kateřina Siniaková (2)  | Bethanie Mattek-Sands Lucie Šafářová  | 6–3, 6–3              |
| 2025                  | Nadiia Kichenok Makoto Ninomiya            | Lucie Havlíčková Laura Samson         | 1–6, 6–4, [10–7]      |